# Eterosessualità

Simbolo dell'eterosessualità.

L'eterosessualità è un orientamento sessuale, che comporta l'attrazione emozionale, romantica e/o sessuale verso gli individui di sesso opposto.

## Etimologia
Etero- deriva dal greco heteros, che significa "differente" (come ad esempio per la parola "eterozigote" o "eterogeneo"), mentre sessualità deriva dal latino sexus. Il termine "eterosessuale" venne inventato nel 1868 in opposizione al termine "omosessuale", entrambi coniati dal letterato ungherese di lingua tedesca Karl-Maria Kertbeny (1824-1882), e venne pubblicato per la prima volta nel 1869. "Eterosessuale" venne inserito per la prima volta nel 1923 nel Nuovo Dizionario Internazionale della Merriam-Webster, come termine medico per "passione sessuale morbosa per una persona del sesso opposto", ma nel 1934 nella Seconda Edizione Completa divenne una "manifestazione di passione sessuale per una persona del sesso opposto; sessualità normale".
Il sessuologo statunitense Alfred Kinsey, agli inizi della seconda metà del XX secolo, disapprovó l'uso di termini rigidi a proposito dell'orientamento sessuale, per questo introdusse il concetto di scala Kinsey. Il termine rimase data la sua diffusione e praticità.

## Dati demografici
Nella loro revisione della letteratura del 2016, Bailey e altri hanno affermato che "si aspettano che in tutte le culture la stragrande maggioranza degli individui sia sessualmente predisposta esclusivamente all'altro sesso (cioè eterosessuale)" e che non ci sono prove convincenti che i dati demografici dell'orientamento sessuale siano variati molto nel tempo o nel luogo. L'attività eterosessuale tra un solo maschio e una femmina è di gran lunga il tipo più comune di attività sociosessuale.
Secondo diversi studi importanti, dall'89% al 98% delle persone hanno avuto solo contatti eterosessuali nel corso della loro vita; ma questa percentuale scende al 79-84% quando vengono segnalati attrazione e comportamento verso lo stesso sesso o entrambi.
Uno studio del 1992 ha riportato che il 93,9% dei maschi in Gran Bretagna ha avuto solo esperienze eterosessuali, mentre in Francia la percentuale è stata del 95,9%. Secondo un sondaggio del 2008, l'85% dei britannici ha solo contatti sessuali di sesso opposto, mentre il 94% dei britannici si identifica come eterosessuale. Allo stesso modo, un sondaggio condotto dall'Ufficio britannico per le statistiche nazionali (ONS) nel 2010 ha rilevato che il 95% dei britannici si identificava come eterosessuale, l'1,5% dei britannici si identificava come omosessuale o bisessuale e l'ultimo 3,5% dava risposte più vaghe come come "non so", "altro" oppure non ha risposto alla domanda. Negli Stati Uniti, secondo un rapporto del Williams Institute dell'aprile 2011, il 96% o circa 250 milioni della popolazione adulta è eterosessuale.
Un sondaggio Gallup dell'ottobre 2012 ha fornito informazioni demografiche senza precedenti su coloro che si identificano come eterosessuali, arrivando alla conclusione che il 96,6%, con un margine di errore di ± 1%, di tutti gli adulti statunitensi si identifica come eterosessuale. I risultati Gallup mostrano:
| Età/Sesso     | Eterosessuale | Non eterosessuale | Non lo so /Rifiutato |
| ------------- | ------------- | ----------------- | -------------------- |
| 18–29         | 90,1%         | 6,4%              | 3,5%                 |
| 30–49         | 93,6%         | 3,2%              | 3,2%                 |
| 50–64         | 93,1%         | 2,6%              | 4,3%                 |
| 65+           | 91,5%         | 1,9%              | 6,5%                 |
|               |               |                   |                      |
| 18–29, Donne  | 88,0%         | 8,3%              | 3,8%                 |
| 18–29, Uomini | 92,1%         | 4,6%              | 3,3%                 |

In un sondaggio YouGov del 2015 su 1.000 adulti degli Stati Uniti, l'89% del campione si è identificato come eterosessuale, il 4% come omosessuale (2% come maschio omosessuale e 2% come donna omosessuale) e il 4% come bisessuale (di entrambi i sessi).
Bailey e altri nella loro revisione del 2016, hanno affermato che in recenti sondaggi occidentali, circa il 93% degli uomini e l'87% delle donne si identificano come completamente eterosessuali, e circa il 4% degli uomini e il 10% delle donne come prevalentemente eterosessuali.

## Studio accademico

### Biologico e ambientale
Nessun determinante semplice e singolare per l'orientamento sessuale è stato definitivamente dimostrato, ma gli scienziati ritengono che una combinazione di fattori genetici, ormonali e ambientali determini l'orientamento sessuale. Preferiscono le teorie biologiche per spiegare le cause di esso, poiché ci sono molte più prove a sostegno delle cause biologiche non sociali rispetto a quelle sociali, specialmente per i maschi.
I fattori legati allo sviluppo di un orientamento eterosessuale includono i geni, gli ormoni prenatali, la struttura del cervello e la loro interazione con l'ambiente.

#### Ormoni prenatali

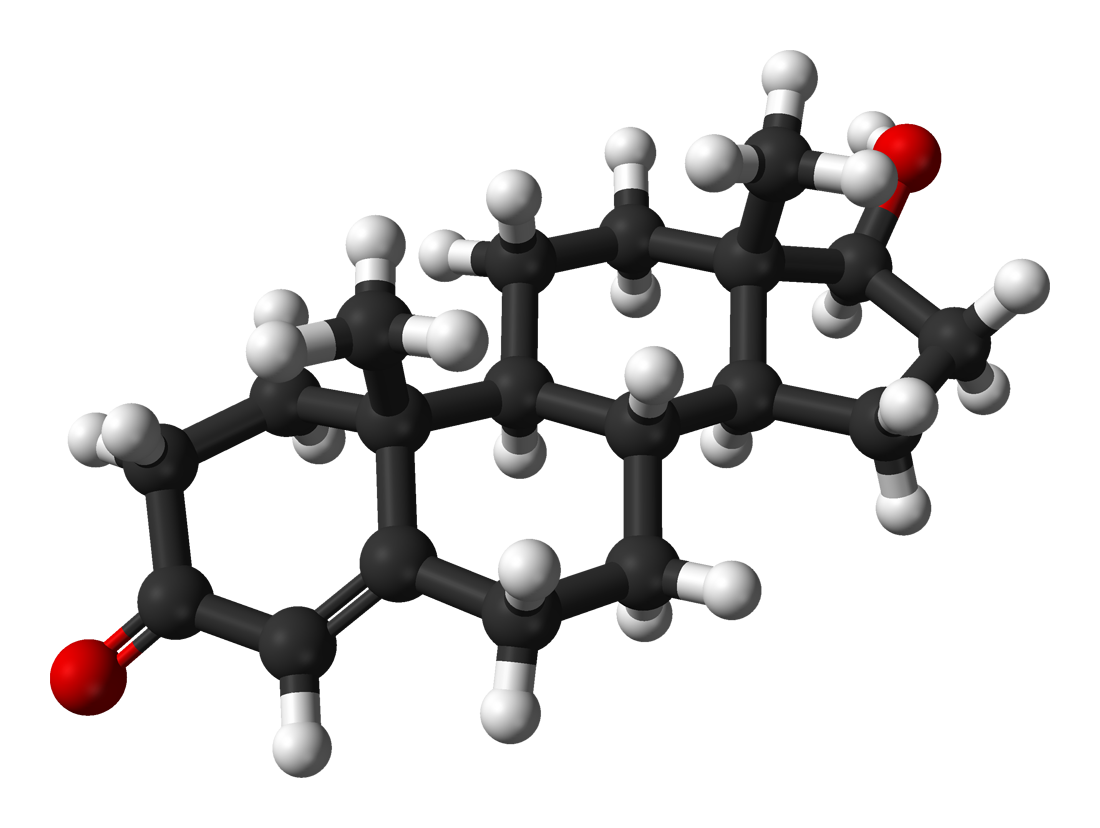
Il testosterone contribuisce alla mascolinizzazione del cervello

La neurobiologia della mascolinizzazione del cervello è abbastanza ben compresa. L'estradiolo e il testosterone, che è catalizzato dall'enzima 5α-reduttasi in diidrotestosterone, agiscono sui recettori degli androgeni nel cervello (NR3C4) per mascolinizzarlo. Se ci sono pochi recettori degli androgeni (persone con sindrome da insensibilità agli androgeni) o troppi androgeni (donne con iperplasia surrenale congenita), possono esserci effetti fisici e psicologici. È stato suggerito che sia l'eterosessualità maschile che quella femminile siano il risultato di questo processo. In questi studi l'eterosessualità nelle femmine è collegata a una quantità inferiore di mascolinizzazione rispetto a quella riscontrata nelle donne lesbiche, sebbene quando si tratta di eterosessualità maschile ci siano risultati che supportano gradi di mascolinizzazione sia più alti che più bassi rispetto ai maschi omosessuali.

#### Animali e riproduzione

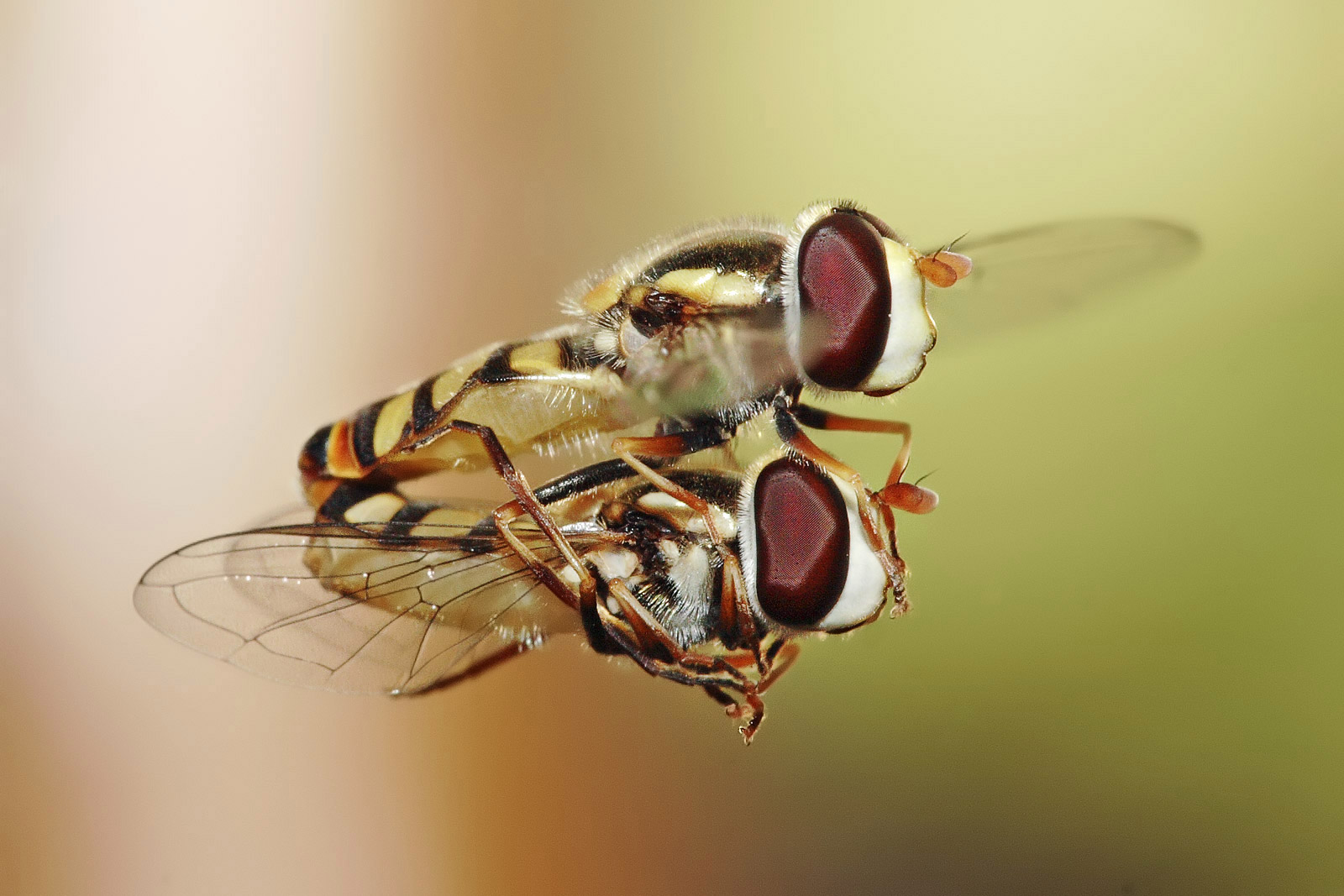
Sirfidi che si accoppiano in volo a mezz'aria

La riproduzione sessuale nel mondo animale è facilitata dall'attività sessuale di sesso opposto, sebbene esistano anche animali che si riproducono asessualmente, compresi i protozoi e gli invertebrati inferiori.
Il sesso riproduttivo non richiede un orientamento eterosessuale, poiché l'orientamento sessuale si riferisce tipicamente a un modello duraturo di attrazione sessuale ed emotiva che porta spesso a un legame sociale a lungo termine, mentre la riproduzione richiede solo un singolo atto di copulazione per fecondare l'ovulo dallo sperma.

### Fluidità sessuale
Spesso l'orientamento sessuale e l'identità di orientamento sessuale non vengono distinti, il che può avere un impatto sulla valutazione accurata dell'identità sessuale e sulla possibilità o meno di cambiare l'orientamento sessuale. L'identità dell'orientamento sessuale può cambiare nel corso della vita di un individuo e può o meno essere in linea con il sesso biologico, il comportamento sessuale o l'effettivo orientamento sessuale. L'orientamento sessuale è stabile ed è improbabile che cambi per la stragrande maggioranza delle persone, ma alcune ricerche indicano che alcune persone potrebbero sperimentare un cambiamento nel loro orientamento sessuale, e questo è più probabile per le donne che per gli uomini. L'American Psychological Association distingue tra orientamento sessuale (un'attrazione innata) e identità di orientamento sessuale (che può cambiare in qualsiasi momento della vita di una persona).
Uno studio del 2012 ha rilevato che il 2% di un campione di 2.560 partecipanti adulti ha riportato un cambiamento di identità di orientamento sessuale dopo un periodo di 10 anni. Per gli uomini, un cambiamento si è verificato nello 0,78% di coloro che si erano identificati come eterosessuali, nel 9,52% degli omosessuali e nel 47% dei bisessuali. Per le donne, un cambiamento si è verificato nell'1,36% degli eterosessuali, nel 63,6% delle lesbiche e nel 64,7% dei bisessuali.
Uno studio di due anni condotto da Lisa M. Diamond su un campione di 80 adolescenti di sesso femminile non eterosessuali (di età compresa tra 16 e 23 anni) ha riferito che la metà dei partecipanti aveva cambiato identità di minoranza sessuale più di una volta. Diamond ha concluso che "sebbene le attrazioni sessuali appaiano abbastanza stabili, le identità e i comportamenti sessuali sono più fluidi".
L'eteroflessibilità è una forma di orientamento sessuale o comportamento sessuale situazionale caratterizzato da un'attività omosessuale minima in un orientamento altrimenti principalmente eterosessuale che si ritiene lo distingua dalla bisessualità. È stato caratterizzato come "per lo più dritto".

### Sforzi per il cambiamento dell’orientamento sessuale
Gli sforzi per cambiare l'orientamento sessuale sono metodi utilizzati per cercare di convertire le persone omosessuali e bisessuali all'eterosessualità. Gli scienziati e i professionisti della salute mentale generalmente non credono che l’orientamento sessuale sia una scelta. Non esistono studi di adeguato rigore scientifico che concludano che gli sforzi per cambiare l'orientamento sessuale siano efficaci.

## Società e cultura

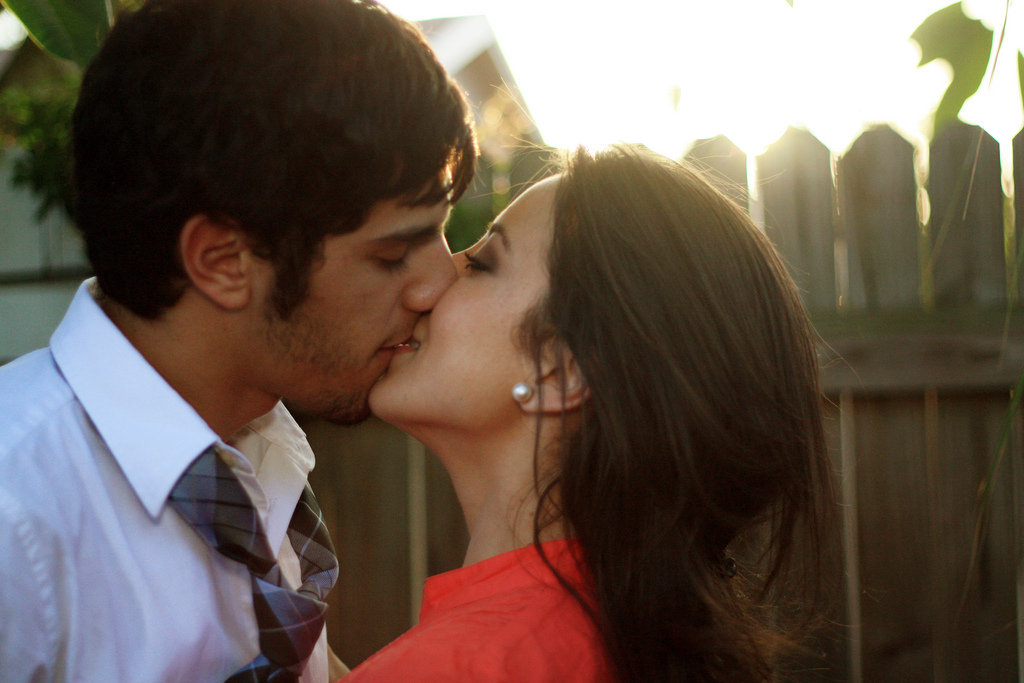
Una coppia eterosessuale

Una coppia eterosessuale, un uomo e una donna che vivono una relazione intima, costituiscono il nucleo di una famiglia nucleare. Molte società nel corso della storia hanno insistito affinché il matrimonio avesse luogo prima che la coppia si stabilisse, ma l'applicazione di questa regola o il suo rispetto sono variati notevolmente.

### Simbolismo
Il simbolismo eterosessuale risale ai primi manufatti dell'umanità, con simboli di genere, incisioni rituali sulla fertilità e arte primitiva. Ciò venne successivamente espresso nel simbolismo dei riti di fertilità e nel culto politeistico, che spesso includeva immagini di organi riproduttivi umani, come il linga nell'Induismo. I simboli moderni dell'eterosessualità nelle società derivate dalle tradizioni europee fanno ancora riferimento ai simboli usati in queste antiche credenze. Una di queste immagini è una combinazione del simbolo di Marte, il dio romano della guerra, come simbolo maschile definitivo della mascolinità, e Venere, la dea romana dell'amore e della bellezza, come simbolo femminile definitivo della femminilità. Il carattere Unicode per questo simbolo combinato è ⚤ (U+26A4).

### Vedute storiche
Non c’era bisogno di coniare un termine come eterosessuale finché non sono emersi termini con cui poteva essere paragonato e contrapposto. Jonathan Ned Katz fa risalire la definizione di eterosessualità, come viene usata oggi, alla fine del XIX secolo. Secondo Katz, nell'era vittoriana, il sesso era visto come un mezzo per raggiungere la riproduzione e le relazioni tra i sessi non erano ritenute apertamente sessuali. Il corpo era pensato come uno strumento per la procreazione: "L'energia umana, pensata come un sistema chiuso e fortemente limitato, doveva essere utilizzata nella produzione di figli e nel lavoro, non sprecata in piaceri libidinosi".
Katz sostiene che le idee moderne di sessualità ed erotismo iniziarono a svilupparsi in America e in Germania alla fine del XIX secolo. I cambiamenti economici e la “trasformazione della famiglia da produttore a consumatore” hanno portato a uno spostamento dei valori. L’etica del lavoro vittoriana era cambiata, il piacere era diventato più apprezzato e questo ha permesso di cambiare l’idea della sessualità umana. La cultura del consumo aveva creato un mercato per l’erotico, il piacere era diventato una mercificazione. Allo stesso tempo i medici iniziarono ad acquisire più potere e influenza. Svilupparono il modello medico dell'"amore normale", in cui uomini e donne sani godevano del sesso come parte di un "nuovo ideale di relazione uomo-donna che includeva... un erotismo essenziale, necessario, normale". Questo modello aveva anche una controparte, "il pervertito sessuale vittoriano", chiunque non rispettasse la norma. L’opposizione fondamentale dei sessi era la base per un’attrazione sessuale normale e sana. "L'attenzione prestata al sesso anormale ha creato il bisogno di dare un nome al sesso normale, per meglio distinguere lui e lei nella media da quello deviante." La creazione del termine eterosessuale consolidò l'esistenza sociale dell'esperienza eterosessuale preesistente e creò al suo interno un senso di normalità assicurata e convalidata.

### Punto di vista religioso
Secondo il mito della creazione delle religioni abramitiche, Adamo ed Eva sono la prima coppia umana e gli antenati di tutta l'umanità.
La tradizione giudeo-cristiana ha diverse scritture legate all'eterosessualità. Il Libro della Genesi afferma che Dio creò la donna perché «Non è bene che l'uomo sia solo; io gli farò un aiuto che sia adatto a lui», e che «Per questo l'uomo abbandonerà suo padre e sua madre e si unirà a sua moglie e i due saranno una sola carne».
Per la maggior parte, le tradizioni religiose nel mondo riservano il matrimonio alle unioni eterosessuali, ma ci sono eccezioni tra cui alcune tradizioni buddiste e indù, gli unitariani universalisti, la Metropolitan Community Church, alcune diocesi anglicane e alcuni quaccheri, la Chiesa unita del Canada e la Chiesa riformata e congregazioni ebraiche conservatrici.
Quasi tutte le religioni credono che il sesso tra un uomo e una donna all'interno del matrimonio sia consentito, ma ce ne sono alcune che credono che sia un peccato, come gli Shakers, l'Harmony Society e l'Ephrata Cloister. Queste religioni tendono a considerare peccaminose tutte le relazioni sessuali e promuovono il celibato. Alcune religioni richiedono il celibato per determinati ruoli, come i preti cattolici; tuttavia, anche la Chiesa cattolica considera sacro e necessario il matrimonio eterosessuale.

### Eteronormatività ed eterosessismo

Questa immagine è spesso usata sulle magliette Etero pride

L'eteronormatività denota o si riferisce a una visione del mondo che promuove l'eterosessualità come orientamento sessuale normale o preferito per le persone. Può assegnare rigidi ruoli di genere a maschi e femmine. Il termine è stato reso popolare da Michael Warner nel 1991. La femminista Adrienne Rich sostiene che l'eterosessualità obbligatoria, una continua e ripetuta riaffermazione delle norme eterosessuali, è un aspetto dell'eterosessismo. L'eterosessualità obbligatoria è l'idea che l'eterosessualità femminile sia assunta e applicata da una società patriarcale. L'eterosessualità è quindi vista come l'inclinazione o l'obbligo naturale di entrambi i sessi. Di conseguenza, chiunque si discosti dalla normalità dell'eterosessualità è ritenuto deviante o aberrante.
L'eterosessismo è una forma di pregiudizio o discriminazione a favore della sessualità e delle relazioni del sesso opposto. Può includere il presupposto che tutti siano eterosessuali e può comportare vari tipi di discriminazione contro gay, lesbiche, bisessuali, asessuali, persone eteroflessibili o individui transgender o non binari.
L'orgoglio puro è uno slogan nato alla fine degli anni '80 e all'inizio degli anni '90 ed è stato utilizzato principalmente dai gruppi conservatori sociali come posizione e strategia politica. Il termine è descritto come una risposta al gay pride adottato da vari gruppi LGBT all'inizio degli anni '70 o agli adattamenti forniti alle iniziative del gay pride.